# Centobuchi
Centobuchi è l'unica frazione di Monteprandone, in provincia di Ascoli Piceno: si trova lungo la via Salaria nella vallata del fiume Tronto. Conta 8 384 abitanti. Grazie alla posizione pianeggiante, alla vicinanza con le grandi vie di comunicazione e al processo di urbanizzazione di tutto l'asse che dalla periferia di San Benedetto del Tronto porta al capoluogo di provincia Ascoli Piceno, Centobuchi ha conosciuto una grande espansione demografica e ha raggiunto un popolazione nettamente superiore a quella del capoluogo comunale.

## Storia
Non si hanno informazioni certe sulla storia e sulle origini del paese, che risulta già segnato sulle mappe catastali del comune di Monteprandone nel 1816. Sulle origini del nome si è discusso molto e a lungo, ma la versione più attendibile è che sia legato alla costruzione, nel 1753, dell'attuale Villa Nicolai: sulla casa, all'epoca di proprietà della famiglia ascolana Odoardi, si presentavano circa cento buche pontaie, usate per infilare i pali delle impalcature. A fine lavori le impalcature vennero tolte ma i buchi restarono e, da allora, il palazzo venne chiamato "dei cento buchi". Poco dopo l'intera frazione prese lo stesso nome. Così appare il nome del paese già dalle mappe di fine XVIII secolo. Centobuchi è rimasta una comunità piccola e campagnola fino agli anni 2000, dopo i quali ha iniziato un forte sviluppo.

## Monumenti e luoghi d'interesse
La chiesa di Sant'Anna ha origini ignote, veniva già menzionata nel 1458. Pregevole è la lunetta sopra il portone d'ingresso, raffigurante la Santa con il Bambino Gesù in braccio, opera dello scultore G. Sassetti (1904).
A Centobuchi vi sono altre tre chiese: la chiesa dell'Addolorata nella contrada Molino Nicolai , la chiesa del Sacro Cuore nel centro della frazione, lungo la strada Salaria, costruita nel dopoguerra e la chiesa Regina Pacis, dietro alla quale è situato un campetto da calcio e un parchetto. Altri luoghi di interesse sono il Parco della Conoscenza, creato sul finire degli anni '90 e ammodernato nel 2022, la Piazza dell'Unità e il Parco della Stazione, parchetto inclusivo creato nel 2024 a fianco della stazione di Centobuchi-Monteprandone.

## Cultura

### Istruzione

#### Istruzione infantile
A Centobuchi sono presenti tre istituti infantili, l'asilo Colle Gioioso, situato presso le scuole medie, la Scuola Paritaria Maria Immacolata, istituto gestito da una cooperazione e precedentemente dalle suore, situato lungo la Salaria presso Sacro Cuore, e l'asilo nido Albero dei Sogni, terminato nell'agosto 2024.

#### Istruzione primaria
Il paese ha una scuola media, l'istituto Carlo Allegretti, e una scuola elementare, la Scuola Primaria Centobuchi, situata tra la piazza e il parco. 

### Eventi
- Attenti al Luppolo, sagra della birra in Piazza dell'Unità, si svolge tra la fine di giugno e l'inizio di luglio, dura circa una settimana;

- Festa di Sant'Anna, sagra in onore di Sant'Anna, si svolge a fine luglio e dura circa una settimana.

## Economia
È sede di molte attività industriali, anche di una certa importanza, sviluppatesi negli ultimi decenni, tra cui possiamo annoverare la produzione e revisione di elicotteri, produzione di arredo bagno, moduli per la codifica in ambienti industriali e aziende del settore agro-alimentare. È sede di svariate attività economiche e commerciali, che spaziano da quelle al dettaglio (bar, pizzerie etc.) a quelle all'ingrosso quali ortofrutta e consumabili per la codifica in ambiente industriale. Tra le attività più tradizionali, diffuse e importanti vi sono quelle artigianali, come la lavorazione e l'arte della ceramica e della maiolica.

## Sport

### Calcio
Ha sede nel comune la società di calcio Centobuchi MP, erede della S.S.D. Centobuchi Calcio che raggiunse la Serie D nel 2004-2005. L'altra squadra è l'Atletico Centobuchi. Entrambe hanno disputato campionati dilettantistici regionali.